# Römische Stadtbrände
In der Antike kam es in Rom immer wieder zu gefährlichen Bränden, kleinere Feuer waren an der Tagesordnung. Der größte Brand, der Rom zu großen Teilen zerstörte und als Mitauslöser der ersten Christenverfolgung gilt, ereignete sich im Juli 64 n. Chr. zur Regierungszeit Kaiser Neros.

## Der große Brand beim Galliereinfall 390/87 v. Chr.
Als dies ater („schwarzer Tag“) blieb den Römern über Jahrhunderte die Eroberung durch die Gallier am 18. Juli 390 (oder 389 oder 387) v. Chr. in Erinnerung. Hierbei wurde auch ein großer Teil der Stadt niedergebrannt.

## Weitere Brände vor der Zeitenwende
- Bei einem Brand 213 v. Chr. brannten das Forum Boarium und das Forum Holitorium nieder.
- Bei zwei Bränden im 2./1. Jahrhundert v. Chr. auf dem Caelius wurde allein die Statue der Claudia Quinta († nach 204 v. Chr.) verschont, die man daraufhin dem Tempel der Magna Mater weihte.[3]
- Nach einem Großbrand 23 v. Chr. bildete Marcus Egnatius Rufus im Jahr 22 v. Chr. eine private Feuerwehr aus 600 Sklaven. Nach seiner Hinrichtung 19. v. Chr. übernahm Augustus diese Einrichtung.
- Im Jahre 6 v. Chr. ereignete sich ein weiterer Großbrand, der Augustus veranlasste, die Feuerwehr neu und umfangreicher zu organisieren.

## Der Brand 27 n. Chr.
Kurz nach dem Einsturz des Amphitheaters bei Fidenae kam es im Jahr 27 zu einem großen Brand, indem „ein gewaltiges Feuer einen mehr als gewöhnlichen Schaden in Rom anrichtete, bei dem der ganze caelische Berg abbrannte.“ Das Volk schob die Unglücksfälle zunächst auf die seit dem Jahr 26 umgesetzte Abwesenheit des Tiberius von Rom, aber der Kaiser sorgte für eine angemessene Erstattung der Schäden und gewann so das Vertrauen seiner Bürger zurück. Der Senat dankte Tiberius und man beantragte, den Caelius „Augusteischen Berg“ zu nennen, „weil mitten im Brand ringsumher allein das Bild des Tiberius im Hause des Senators Iunius (= Marcus Iunius Silanus?) unversehrt geblieben sei.“

## Der Brand 36 n. Chr.
Im Jahr 36 kam es zu einer schweren Feuersbrunst, wobei der Circus Maximus und ein Teil des Aventin niederbrannte. Auch das Haus des Claudius brannte ab. Zur Abschätzung der Brandschäden wurde eine Kommission aus vier Enkelschwiegersöhnen des Kaisers Tiberius eingesetzt, zu der auch Publius Petronius hinzugezogen wurde.

## Großer Brand Roms 64 n. Chr.
Der bekannteste römische Stadtbrand ist der Brand von 64 n. Chr., bei dem von den 14 Stadtbezirken Roms drei völlig zerstört wurden, in sieben Bezirken nur noch wenige halbverbrannte Trümmer standen und lediglich vier Bezirke unversehrt blieben. Der Brand wurde schon sehr früh Nero angelastet, der, so der Vorwurf, diesen Verdacht auf die Christen umgelenkt und so die erste Christenverfolgung eingeleitet haben soll.

## Weitere Brände bis zum 4. Jh. n. Chr.
Trotz der umfangreichen Maßnahmen zur Brandverhütung und Feuereindämmung kam es auch nach dem Jahr 64 immer wieder zu Stadtbränden in Rom.
- Im Jahr 69 wütete ein größerer Brand auf dem Kapitol.
- Auch zur Regierungszeit des Titus brannte es im Jahr 80  auf dem Kapitol und dem Marsfeld.
- Im Jahr 192 verwüstete ein weiterer großer Stadtbrand weite Teile der Stadt.
- Bei dem Brand von 283 fing das Forum Romanum Feuer.